# Оберэнтфельден
Оберэнтфельден (нем. Oberentfelden) — коммуна в Швейцарии, в кантоне Аргау. 
Входит в состав округа Арау. Население коммуны составляет 8907 человек (31 декабря 2023). Официальный код  —  4010.